# Testa Grigia (Plateau Rosa)
La Testa Grigia (3.480 m s.l.m.) (Tête Grise in francese, Graukopf in tedesco, Groabhopt in Greschòneytitsch) è una montagna delle Alpi del Monte Rosa nelle Alpi Pennine.

## Descrizione

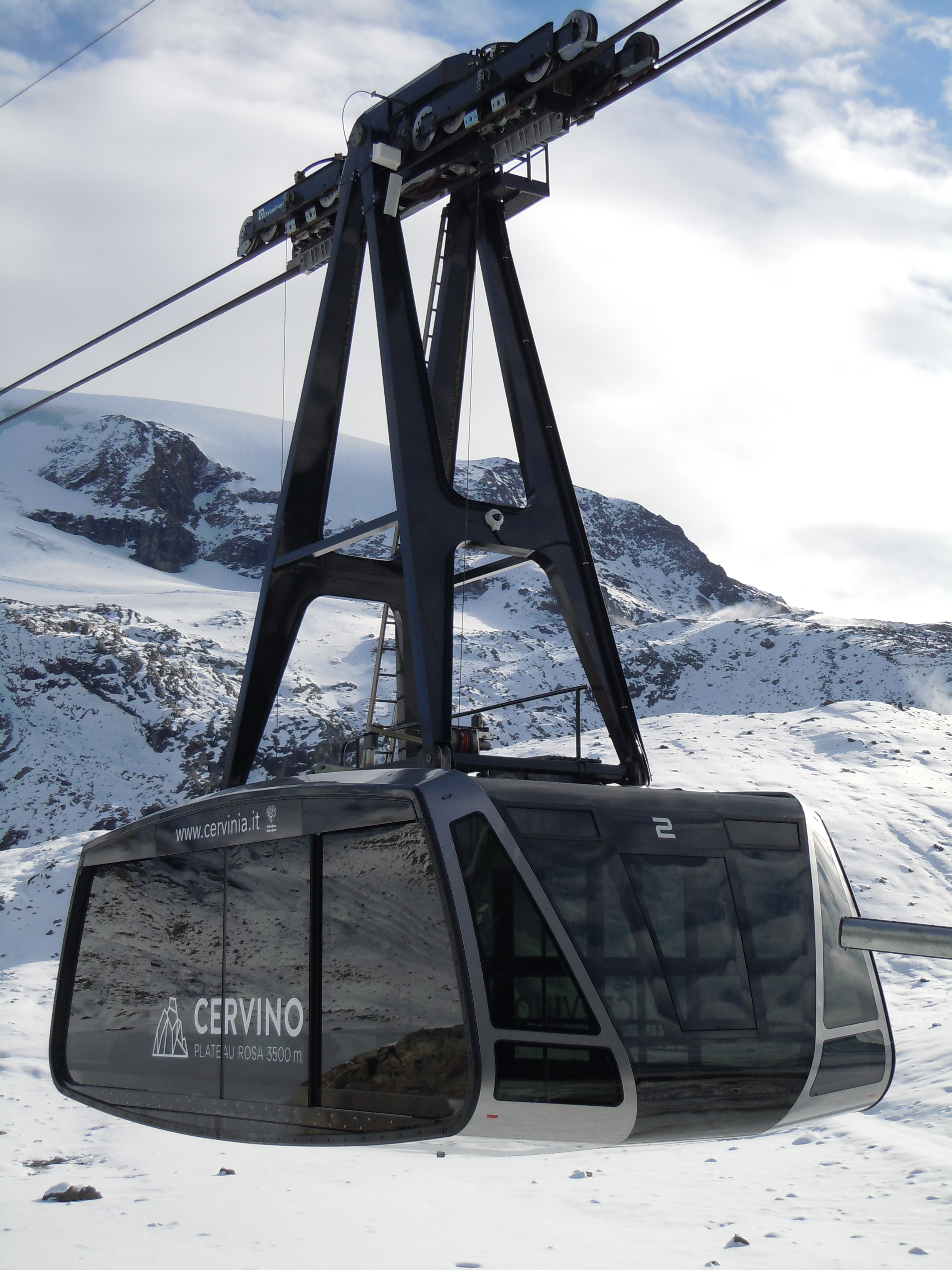
La funivia che raggiunge la vetta

Si trova lungo la linea di confine tra l'Italia e la Svizzera e contorna il pianoro del Plateau Rosa.

## Informazioni
Sulla vetta della montagna arrivano gli impianti di risalita da Breuil-Cervinia (la funivia del Plateau Rosa) e vi è costruito il Rifugio Guide del Cervino.